# プスセンネス3世
プスセンネス3世（在職:紀元前976年? - 紀元前943年?）は古代エジプト第21王朝時代のアメンの大司祭。プスセンネスは後代の歴史家による古代ギリシャ語表記で、古代エジプト語本来の名前は「テーベに現れし星」を意味するパセバカエムニウト（Hor-Pasebakhaenniut）という。

## 概要
王族のミイラの隠し場所である縦坑(DB320)から発見された文書の中にパネジェム2世の息子として名前が記載されている。現状では第21王朝最後の王であるパセブカエムニウト2世と同一人物の可能性が高いと考えられており、3世という呼び名は別人であった場合を想定した便宜的なものに過ぎない。
パネジェム2世はプスセンネス2世の即位よりも10年ほど前、サアメン王の治世15年目頃に死去しているため、大司祭の職を引き継いだパセブカエムニウトがそのまま王位継承者となったとするのはある程度の説得力を持った仮説と言える。